# Мркотић (Тешањ)
Мркотић је насељено мјесто у Босни и Херцеговини, у општини Тешањ, које административно припада Федерацији Босне и Херцеговине. Према попису становништва из попису становништва из 2013. године, у насељу је живјело 1.430 становника.

## Становништво
| Националност       | 2013. | 1991.          | 1981.          | 1971.        |
| Муслимани          |       | 1.279 (98,15%) | 1.193 (98,59%) | 958 (98,76%) |
| Хрвати             |       | 2 (0,15%)      | 1 (0,08%)      | 1 (0,10%)    |
| Срби               |       | 0              | 0              | 5 (0,51%)    |
| Југословени        |       | 20 (1,53%)     | 14 (1,15%)     | 4 (0,41%)    |
| остали и непознато |       | 2 (0,15%)      | 2 (0,16%)      | 2 (0,20%)    |
| Укупно             | 1.430 | 1.303          | 1.210          | 970          |